# Johannes Haantjes
Johannes Haantjes (* 18. September 1909 in Itens, Friesland; † 8. Februar 1956 in Leiden) war ein niederländischer Mathematiker, der sich mit Geometrie befasste. Er war zuletzt Professor an der Universität Leiden.

## Leben und Werk
Haantjes war der Sohn eines Schuldirektors und besuchte die höhere Bürgerschule in Leeuwarden und Valkenburg (Zuid-Holland). Er studierte in Leiden unter anderem bei Jan Cornelis Kluyver, Jan Schouten (der als Gastprofessor Differentialgeometrie unterrichtete) und Johannes Droste und war kurze Zeit Assistent von Paul Ehrenfest. 1933 wurde er mit einer von Schouten angeregten Arbeit bei Willem van der Woude promoviert (Das bewegliche Koordinatensystem in affinen Räumen, niederländisch) und wurde dessen Assistent in Delft. Er veröffentlicht (teilweise mit Schouten) über projektive und konforme Differentialgeometrie, letztere mit Anwendung auf die Maxwell-Gleichungen, Diracgleichung und Allgemeine Relativitätstheorie. Mit Schouten verallgemeinerte er auch den schon bekannten Satz, dass eine dreidimensionale Quadrik im vierdimensionalen projektiven Raum eine konforme Metrik zulässt auf beliebige Dimensionen. Ab den 1940er Jahren befasste er sich auch mit metrischer Geometrie im Anschluss an Karl Menger, und hier ist die Haantjes oder Finsler-Haantjes-Krümmung nach ihm benannt.
1934 wurde er Privatdozent in Leiden, wobei er in dieser Zeit auch Vorlesungen in Edinburgh hielt, und 1938 wurde er Lektor und 1945 Professor an der Freien Universität Amsterdam. 1948 wurde er Professor in Leiden. 1955 verschlechterte sich seine Gesundheit und er starb im Februar 1956.
Er war seit 1952 Mitglied der Niederländischen Akademie der Wissenschaften (KNAW).
Er war seit 1939 mit Marie Antoinette Mulder verheiratet und hatte vier Töchter.
Zu seinen Doktoranden zählte Jaap Seidel.

## Schriften
- Inleiding tot de differentiaalmeetkunde, Groningen, Noordhoff 1954

Er sollte zum Zeitpunkt seines Todes auch die Einführung in die Differentialgeometrie für die Oxford Tracts (Clarendon Press) schreiben.